# Утигатана
Утигатана (яп. 打刀 утигатана) — тип японского меча, который использовался самураями в феодальной Японии. Термин появился раньше и обозначал лёгкие и короткие, по сравнению с тати, клинками. Первое время утигатана была оружием для небогатых людей, и в эпоху Эдо она заняла место основного меча в Японии. С этой эпохи она начала называться «катаной».

## История
Производство мечей в Японии делится на определённые периоды времени:
- Дзёкото (Древние мечи, примерно до 900 г.)
- Кото (Старые мечи, примерно 900—1596 гг.)
- Синто (Новые мечи, 1596—1780 гг.)
- Синсинто (Новейшие новые мечи, 1781—1876 гг.)
- Гэндэйто (Современные мечи, 1876—1945 гг.)
- Синсакуто (Недавно изготовленные мечи с 1953 г. по настоящее время)

От периода Хэйан до периода Муромати основным мечом на поле боя был тати. Длинный клинок и острое лезвие делали его идеальным оружием для верховой езды. В пятнадцатом веке в обиход вошла утигатана, а в период Муромати (1336—1573) использование утигатаны стало широко распространённым.
Слово утигатана можно встретить в литературных произведениях в период Камакура, где "ути" (учи) означает «наносить удары», а "гатана" (катана) означает «меч», что означает «меч для нанесения ударов». Первоначально, утигатана использовалась только воинами с низким статусом или рангом, такими как асигару.
Большинство утигатан изготовленны в ранний период Камакура. Они не соответствовали высоким стандартам, поэтому сегодня практически невозможно найти образцы ранних времён — они считались одноразовыми. Только в период Муромати, когда самураи начали использовать утигатану в качестве дополнения к более длинным тати, производимые утигатаны стали более высокого качества. В период Момояма от тати почти полностью отказались, а обычай носить вместе пару длинных и коротких утигатан (называемых дайсё) стал основным символом класса самураев.

## Описание
По слухам, длина лезвия утигатаны в XVI веке составляла от 60 до 70 см, с толстой сугатой, крутым саки-дзори, и её можно было использовать как одноручный меч из-за тонкой касане (толщина) и короткого хвостовика (накаго), что делало её относительно лёгкой.
В отличие от тати, утигатана носилась лезвием вверх на поясе и была, как правило, немного меньше чем тати, что было основным различием между тати и утигатаной. Поскольку утигатана носилась иначе чем тати, подпись (мэй), вырезанная на хвостовике утигатаны, была расположена противоположно подписи тати, благодаря чему слова оставались вертикальными, а не перевёрнутыми, если носить тати на манер утигатаны.
Утигатана стала популярной по нескольким причинам: утигатана была более удобной при ношении и не мешала использовать древковое оружие так, как это делало тати. Также частота сражений, проводимых пешком, и необходимость в скорости на поле боя, были основными причинами быстрого принятия утигатаны и указывали на то, что боевые действия на поле боя стали интенсивнее. Поскольку утигатана была короче тати, её можно было использовать в более замкнутых помещениях, например, внутри здания. Кроме того, тактика того периода диктовала сбрасывание всадников путем отрезания ног коней, поэтому конный бой считался изначально невыгодным.

## Применение
В отличие от тати, в котором действия по извлечению и нанесению удара были двумя отдельными действиями, извлечение утигатаны и поражение врага с её помощью стали одним плавным, молниеносным действием. Эта техника была разработана в искусствах баттодзюцу, иайдзюцу и иайдо.
Изгиб клинка утигатаны отличается от тати тем, что лезвие имеет изгиб ближе к острию меча (сакидзори), в отличие от изгиба ближе к рукояти меча (кошидзори) у тати. Поскольку меч извлекается снизу, момент обнажения стал началом удара. Для конного всадника изгиб утигатаны сакидзори был необходим в таком исполнении, поскольку он позволял мечу выходить из ножен (сая) под удобным углом для выполнения быстрого удара.